# Tempranillo

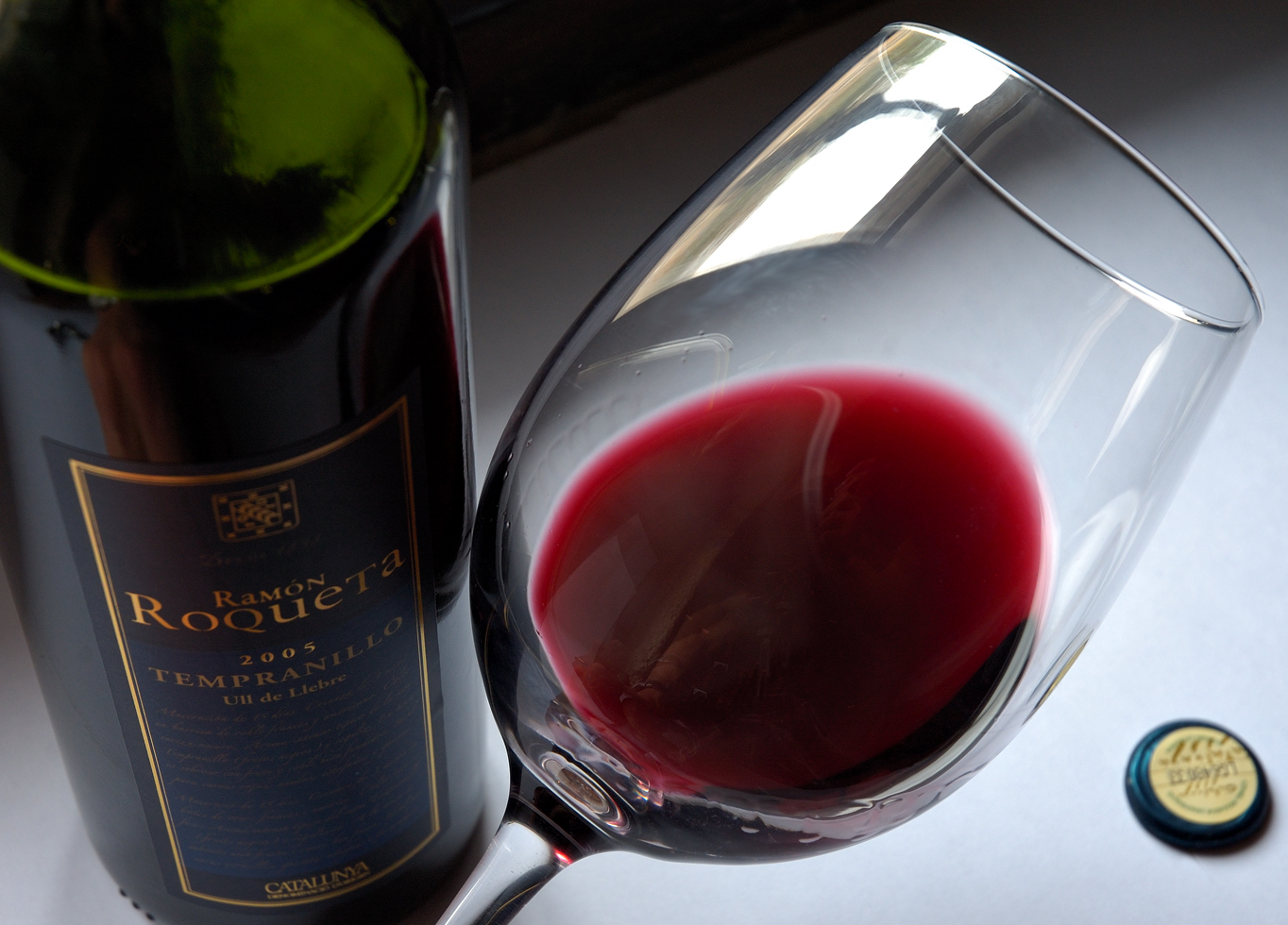
Czerwone wino z tempranillo

Tempranillo – najważniejsza czerwona odmiana winorośli w Hiszpanii. Nazwa jest zdrobnieniem hiszpańskiego słowa temprano = „wczesny”. Grona są dość małe i dojrzewają nieco wcześniej niż garnacha. W produkcji win często miesza się tempranillo właśnie z garnachą (znaną poza Hiszpanią przede wszystkim pod nazwą grenache), np. w winach z regionu Rioja. Wina z Riojy składają się zwykle w 60–90 % z tempranillo, a pozostała część przypada na garnachę i mazuelo (carignan), charakteryzują się głęboko czerwonym kolorem, aromatem kojarzącym się z przyprawami i dobrą zdolnością
starzenia.

## Historia
Odmiana tempranillo jest najbardziej rozpowszechniona w regionie Rioja. W całym kraju powierzchnia upraw sięga 1130 km². Pochodzenie
tempranillo nie zostało do dziś jednoznacznie ustalone. Do niedawna zakładano, że tempranillo wywodzi się z odmiany pinot noir. Po wypędzeniu Maurów z Hiszpanii w Riosze osiedlili się cystersi, którzy zapoczątkowali tam uprawę winorośli. Ważną rolę odegrała ciągła wymiana doświadczeń między miejscowymi mnichami a cystersami z francuskiej Burgundii, gdzie winiarstwo miało już wtedy długą tradycję.

## Obszary upraw

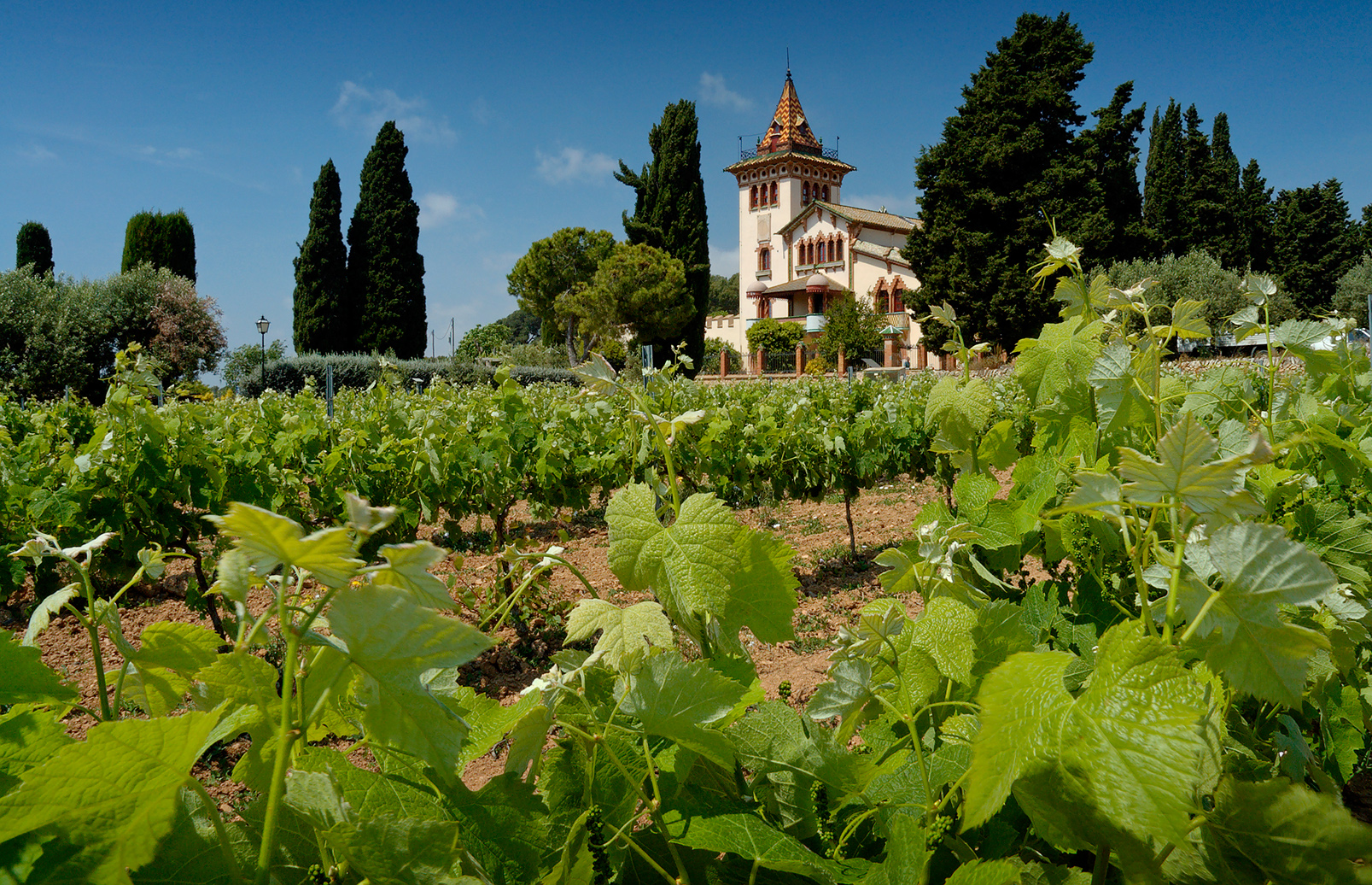
Winnica w Penedès

Najbardziej znanymi regionami uprawy są:
Hiszpania
- La Rioja (nad rzeką Ebro)
- Ribera del Duero nad rzeką Duero (płynącą dalej w Portugalii jako Douro), na wschód od Valladolid
- Penedès
- La Mancha, z rozległymi winnicami w okolicach Almansy i Valdepeñas
- Nawarra, gdzie popularne są cuvées z tempranillo i cabernet sauvignon, a czasami merlotem.
- Pod nazwą tinto fino uprawiana w regionie Toro. Tradycyjnie wytwarza się tam wina 100% tempranillo, bez domieszek innych odmian.

Tempranillo jest także głównym składnikiem najsłynniejszego wina hiszpańskiego – Vega Sicilia
Portugalia
- Tempranillo jest tutaj znane i uprawiane jako tinta de roriz. Odmiana wchodzi w skład porto, ale produkuje się z niej również wina stołowe w regionach Douro i Dão,

Francja
We Francji w roku 2007 zarejestrowano 882 ha winnic obsadzonych tempranillo.
Winnice w ostatnim stuleciu powstały także w Meksyku, Nowej Zelandii, RPA, USA, Australii, Turcji, Kanadzie oraz krajach Ameryki Południowej.

## Charakterystyka
Tempranillo cechuje się gronami o grubej skórce i zwartym kształcie. Wina są ciemne i długowieczne, mają silny „kręgosłup” i aromatycznie-owocowy charakter. Zawartość alkoholu jest przeciętna (ok. 11–13%). Wina wyróżniają się elegancką miękkością i słodkimi taninami i w przeciwieństwie do cabernetów dobrze nadają się do konsumpcji nawet młode. Odmiana doskonale nadaje się do starzenia w drewnie, szczególnie w beczkach barrique w celu uzyskania bogatszej struktury. Dobrą jakość winogron i wina osiąga się przy zbiorach nie przekraczających 60 hl/ha.
W bukiecie odnaleźć można, w zależności od pochodzenia i winifikacji, aromaty wiśni, bakalii, śliwek, czerwonych owoców i jagód (po starzeniu), a w mniejszym stopniu liści tytoniu, przypraw, skóry, lukrecji i gorzkiej czekolady.

## Synonimy
Odmiana tempranillo znana jest również pod innymi nazwami, w zależności od regionu i kraju:
- w Ribera del Duero: tinta del país, aragonés, tinto fino
- w regionie Douro w Portugalii: tinta roriz
- w regionie Alentejo (na wschód od Lizbony): aragonês lub aragonêz
- w hiszpańskich regionach La Mancha i Valdepeñas: cencibel
- w regionie Toro: tinto fino i tinta de toro
- w Katalonii: ull de llebre, ew. ojo de liebre („oko zająca”), verdiell
- w Argentynie: tempranilla

a także: aldepenas, aragonez da ferra, aragonez de elvas, arganda, arinto tinto, cencibera, chinchillana (Estremadura), chinchillano, chinchilyano, cupani, escobera (Extremadura, Ameryka Płd.), garnacho foño (Ameryka Płd.), grenache de logrono, jacibiera (La Mancha, Ameryka Płd.), jacivera, juan garcia, negra de mesa, olho de lebre, tempranillo de la rioja, tempranillo de perralta, tempranillo de rioja, tempranillo de rioza, tinta aragones, tinta de santiago, tinta de toro, tinta do inacio, tinta monteira, tinta monteiro, tinta roriz da penajola, tinta santiago, tinto aragon, tinto aragonez, tinto de la ribera, tinto de madrid (Toledo, Kantabria, Salamanka, Soria, Valladolid, Madryt), tinto de rioja, tinto madrid, tinto ribiera, tinto riojano, valdepeñas (także w Kalifornii), vid de aranda (Burgos)